# ジョシュ・バーフィールド
ジョシュア・ラロイ・バーフィールド（Joshua LaRoy Barfield、1982年12月17日 - ）は、ベネズエラ・ララ州バルキシメト出身の元野球選手。二塁手、右投右打。
父親がジェシー・バーフィールドで、弟はジェレミー・バーフィールドである。

## 経歴

### プロ入り前
ジェシーが冬季リーグへ出場するため、妊娠した妻を同伴してベネズエラに渡り、彼女が同国ララ州バルキシメトでジョシュを出産した。アメリカ合衆国テキサス州のクライン高校に入学。

### プロ入りとパドレス時代
2001年にドラフト4巡目（全体120位）でサンディエゴ・パドレスから指名を受け、プロ入り。
2004年・2005年の2年連続でベースボール・アメリカ誌から「パドレスのトップ・プロスペクト（最有望株）」という評価を受ける。2005年にAAA級（マイナーリーグの一番上のクラス）で打率.310・15本塁打・72打点・20盗塁という成績を残す。
2006年に、スプリングトレーニングでのマーク・ベルホーンとのポジション争いを制し、4月3日にメジャーデビュー。正二塁手として150試合に出場し、主に8番打者として打率.280・13本塁打・58打点・21盗塁を記録した。7月には打率.400で月間最優秀新人賞を受賞したが、シーズン終了後の新人王投票では得票なしに終わった。

### インディアンス時代
2006年11月、ケビン・クーズマノフとアンドリュー・ブラウンの2人とのトレードでクリーブランド・インディアンスに移籍した。
2007年は開幕から正二塁手として出場していたが、成績は低迷。8月途中からアズドルバル・カブレラにポジションを奪われた。
2009年8月11日にはインディアンスからメジャー契約を解除され、メジャー40人枠から外れた

### インディアンス退団後
2010年はサンディエゴ・パドレス、2011年はフィラデルフィア・フィリーズ、2012年はボルチモア・オリオールズに在籍したが、メジャーでの出場は一度もなくマイナーリーグで過ごした。
2013年は、アトランティックリーグのロングアイランド・ダックスでプレーした。翌年以降の試合出場記録はない。

### 引退後
引退後はメジャーリーグの球団スタッフとして働いている。2016年から2023年まではアリゾナ・ダイヤモンドバックスに務め、最初の3年間はスカウト、その後は育成部門のディレクターを担当した。2023年オフにシカゴ・ホワイトソックスのGM補佐に就任した。

## 詳細情報

### 年度別打撃成績
| 年 度    | 球 団    | 試 合 | 打 席 | 打 数 | 得 点 | 安 打 | 二 塁 打 | 三 塁 打 | 本 塁 打 | 塁 打 | 打 点 | 盗 塁 | 盗 塁 死 | 犠 打 | 犠 飛 | 四 球 | 敬 遠 | 死 球 | 三 振 | 併 殺 打 | 打 率 | 出 塁 率 | 長 打 率 | O P S |
| -------- | -------- | ----- | ----- | ----- | ----- | ----- | -------- | -------- | -------- | ----- | ----- | ----- | -------- | ----- | ----- | ----- | ----- | ----- | ----- | -------- | ----- | -------- | -------- | ----- |
| 2006     | SD       | 150   | 578   | 539   | 72    | 151   | 32       | 3        | 13       | 228   | 58    | 21    | 5        | 2     | 5     | 30    | 7     | 2     | 81    | 8        | .280  | .318     | .423     | .741  |
| 2007     | CLE      | 130   | 444   | 420   | 53    | 102   | 19       | 3        | 3        | 136   | 50    | 14    | 5        | 3     | 4     | 14    | 0     | 3     | 90    | 3        | .243  | .270     | .324     | .594  |
| 2008     | CLE      | 12    | 33    | 33    | 3     | 6     | 1        | 0        | 0        | 7     | 2     | 0     | 0        | 0     | 0     | 0     | 0     | 0     | 10    | 0        | .182  | .182     | .212     | .394  |
| 2009     | CLE      | 17    | 20    | 20    | 5     | 8     | 1        | 0        | 0        | 9     | 2     | 0     | 1        | 0     | 0     | 0     | 0     | 0     | 7     | 0        | .400  | .400     | .450     | .850  |
| MLB：4年 | MLB：4年 | 309   | 1075  | 1012  | 133   | 267   | 53       | 6        | 16       | 380   | 112   | 35    | 11       | 5     | 9     | 44    | 7     | 5     | 188   | 11       | .264  | .295     | .375     | .671  |

### 記録
MiLB
- オールスター・フューチャーズゲーム選出 2回：（2003年、2005年）